# ラズエズノイ号事件
ラズエズノイ号事件（ラズエズノイごうじけん）は、1953年に起こったソビエト連邦による日本への領海侵犯事件。海上保安庁が威嚇射撃したところ、射撃応戦されたため船体射撃を実施した初の事件として知られる。

## 概要
1953年頃に海上保安庁は、樺太から北海道に密入国を繰り返すソ連諜報工作員を工作船が迎えに来るとの情報を入手し、巡視船を猿払村の知来別海岸に配備して警戒に当たった。
同年8月2日、樺太在住で前日に稚内に到着した日本人工作員の男を密入国の疑いで逮捕。そして8月8日、巡視船が知来別海岸に接近したソ連漁業巡回船「ラズエズノイ（ロシア語: Разъездной）」を発見。巡視船が停船命令を行うが、ラズエズノイは巡視船に火器を発砲しながら逃走したため、巡視船も応戦して射撃し、弾丸がラズエズノイの操舵鎖に命中、破断したことから航行不能となり、逃走を断念した。
海上保安庁は、船長ほか乗組員4人全員を出入国管理令違反で逮捕した。船内からはソ連式の乱数表と、現金20万円が発見された。その後、工作員と船長は起訴された一方、船員3名は起訴猶予となり強制送還された。
1954年2月19日、旭川地裁は出入国管理令違反により、工作員と船長の両名に対し懲役1年・執行猶予2年の有罪判決をそれぞれに言い渡した。両名とも控訴せず判決は確定し、船長は2月28日に尾道からソ連船「セグザプレス」に乗船して強制送還された。この事件に関し、ソ連政府は日本に陳謝した。
なお、これ以降で海上保安庁が威嚇射撃を実施したのは、冷戦終結後の1999年に北朝鮮の工作船によって起こされた能登半島沖不審船事件および2001年の九州南西海域工作船事件である。